# كيت روجرز
كيت روجرز هي مغنية كندية، ولدت في 1974.

## وصلات خارجية
- الموقع الرسمي
- كيت روجرز على موقع ميوزك برينز (الإنجليزية)
- كيت روجرز على موقع أول ميوزيك (الإنجليزية)
- كيت روجرز على موقع ديسكوغز (الإنجليزية)